# Магдебурзька фортеця
52°08′15″ пн. ш. 11°38′45″ сх. д. / 52.13762° пн. ш. 11.64589° сх. д.

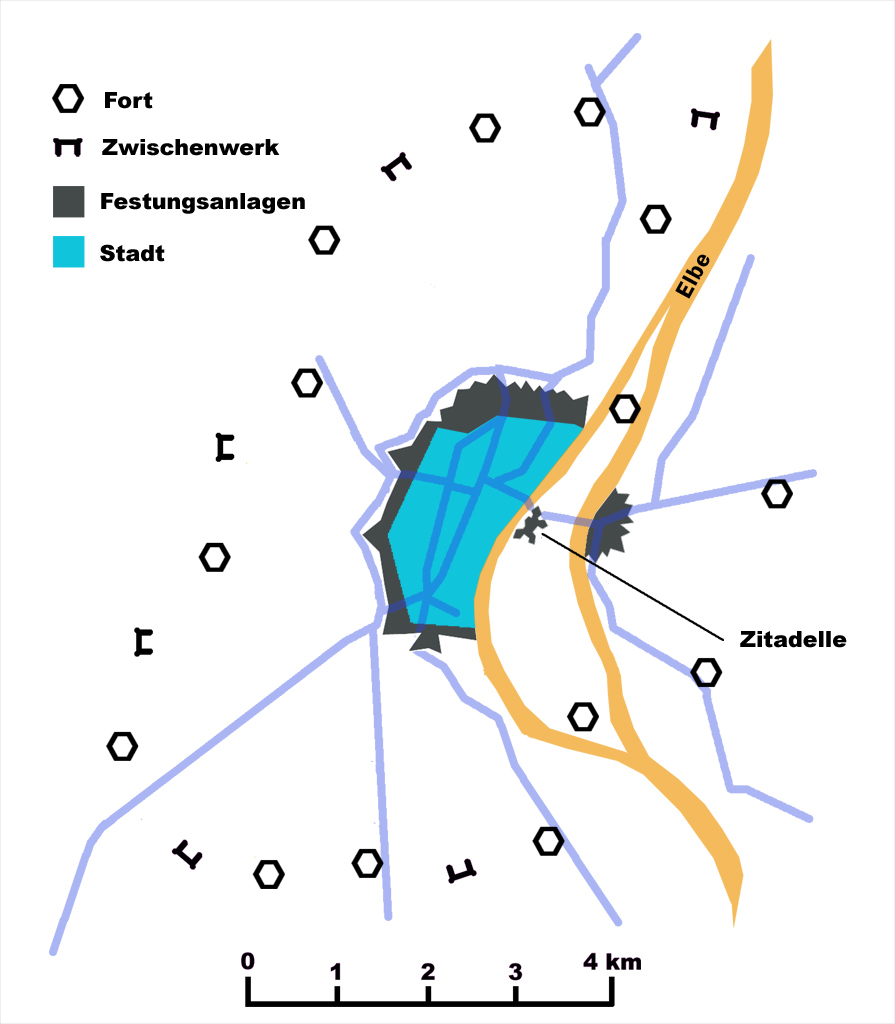

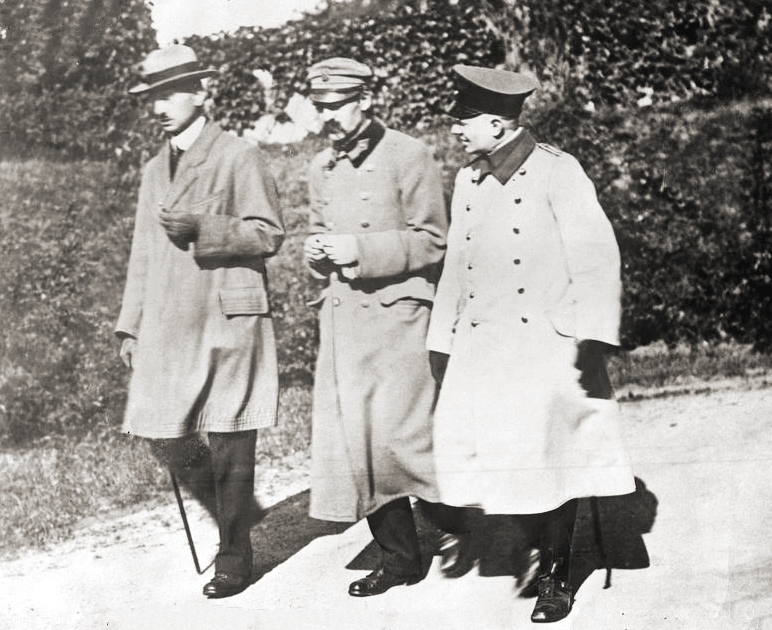
Юзеф Пілсудський і Казімєж Соснковський під час перебування в Магдебурзькій фортеці

Магдебурзька фортеця (нім. Festung Magdeburg ) — колишня прусська фортеця в Магдебурзі .
Будівництво фортеці почалося на початку 18 століття з будівництва цитаделі на острові на річці Ельбі . Пізніше він був розширений і перетворений на форт у другій половині 19 століття. За весь час свого існування фортеця в Магдебурзі була однією з найбільш потужних прусських, а згодом і німецьких фортифікаційних споруд. У 1912 році її закрили, а більшість її споруд зруйнували.
Після т.зв. "кризи присяги", з 1917 р. до 6 листопада 1918 р. у фортеці перебував у в'язниці Юзеф Пілсудський, а з серпня 1918 р. також Казімєж Соснковський  .